# Syrphinae
Syrphinae är en av tre underfamiljer av blomflugor inom familjen Syrphidae. Underfamiljen delas upp i fem tribus.

## Kännetecken
Blomflugorna i denna underfamilj har relativt homogent utseende. De har ofta en gul svart teckning som gör dem getinglika (se mimikry). Karakteristiskt är också att skuldrorna är hårlösa och dessutom skymda av bakhuvudet. Hanarnas tergit 5 (bakkroppssegment) syns tydligt ovanifrån. Se bild på klaffgetingflugan ovan, det fjärde gula bandet är på tergit 5.

## Levnadssätt
Larverna lever oftast av bladlöss men ibland på andra mjuka insekter eller insektslarver. De vuxna flugorna ses på blommor där de äter nektar och pollen. 

## Systematik
Systematiken är inte helt stabil. Tidigare baserades den enbart på morfologiska skillnader men på senare år har DNA-studier modifierat indelningen. 
Thompson & Rotheray (1998) anger följande tribus:
- Bacchini
- Melanostomini
- Paragini
- Chrysotoxini
- Syrphini